# B細胞
B細胞（ビーさいぼう、英: B cell、B lymphocyte）はリンパ球の一種である。

## 歴史
1965年、オハイオ州立大学のBruce Glickは孵化したばかりのニワトリのファブリキウス嚢 (Bursa Fabricii) を除去すると抗体の産生が起こらないことを発見した。その後、マックス・クーパーとRobert A. Goodにより鳥類における抗体産生の前駆細胞の分化成熟に必要であることが証明され、器官の頭文字を取ってB細胞と命名された。哺乳動物にはこの器官は存在せず、骨髄 (bone marrow) でつくられることが確認された。偶然にも頭文字が同じであることから、そのままB細胞という名称が定着した。

## 性質
抗体は特定の分子にとりつく機能を持った分子で、その働きによって病原体を失活させたり、病原体を直接攻撃する目印になったりする。そのため、抗体を産生するB細胞は免疫系の中では間接攻撃の役割を担っており、その働きは液性免疫とも呼ばれる。
B細胞は細胞ごとに産生する抗体の種類が決まっている。自分の抗体タイプに見合った病原体が出現した場合にのみ活性化して抗体産生を開始することになる。また、いったん病原体が姿を消しても、それに適合したB細胞の一部は記憶細胞として長く残り、次回の侵入の際に素早く抗体産生が開始できるようになる。この働きによっていわゆる「免疫が付く」（免疫記憶）という現象が起きており、予防接種もこれを利用したもの。
哺乳動物においては、B細胞は骨髄に存在する造血幹細胞から分化したのち、脾臓などの二次リンパ組織に移動し、抗原に対する反応に備える。
また一部のB細胞には、消化管上皮、粘膜組織など、外来抗原との接触頻度の高い組織に移動する集団も存在する。
細胞表面の抗原レセプターとして細胞膜結合形の免疫グロブリン(Ig)を発現しており、これによって自分に適合した抗原の出現を察知する。抗原が適合した場合には、それを細胞内に取り込んだ後、抗原提示する。提示された抗原をヘルパーT細胞が認識すると、ヘルパーT細胞からの刺激を受け、形質細胞に分化することになる。形質細胞に分化すると分泌形の免疫グロブリンを抗体として産生するようになる。個々のB細胞が産生する抗体は均一な免疫グロブリン分子（抗原分子）であり、単一の抗原特異性を示す。この単一な抗体産生細胞のクローンを分離してモノクローナル抗体を得ることができる。

## 分化過程
B細胞を始めとした全ての血球細胞は、骨髄中の造血幹細胞が分化したものである。始めに造血幹細胞はリンパ系幹細胞へ分化する。次いでプロB細胞を経てH鎖の遺伝子再構成が起きる。完成したH鎖とSL鎖(V-preB・lambda5)とともにpre-BCRを形成、大型プレB細胞となる。そこでpre-BCRシグナルにより一度増殖した後に、L鎖の遺伝子再構成が引き起こされ、やがて小型プレB細胞へと分化する。完成したL鎖はH鎖とともにIgMを形成して、細胞膜上に発現する。そしてIgMとともに同じ抗原特異性をもつIgDも発現し、B細胞は骨髄から末梢へと移行し、脾臓において成熟B細胞となる。B細胞は、抗原の存在下で抗体を産生するべく、形質細胞（プラズマ細胞、plasma cell）へと最終的に分化する。

### 活性化
B細胞の活性化には一般に、B細胞受容体、B細胞補助受容体、およびCD4陽性T細胞からのシグナルの3つが必要である。
成熟ナイーブB細胞は表面にIgMを発現しており、これらが微生物表面の抗原により架橋されることによりB細胞内へシグナルが伝達される。B細胞膜において、IgMはIgαおよびIgβと呼ばれる膜貫通タンパクと会合しており、これらの会合体が機能的なB細胞抗原受容体 (B cell receptor, BCR) である。このIgβの細胞質部分に存在するチロシン残基がリン酸化されることにより、シグナル伝達経路が始動する。
B細胞補助受容体はCD21 (補体受容体2、CR2)、CD19、およびCD81からなる。ある種の病原体表面は補体を分解する特性を持っている。このため、補体断片C3dが沈着することになるが、CD21はこの分子と結合することができる。このようにしてB細胞受容体とB細胞補助受容体が同時に会合すると、Igαに細胞質部分で会合したチロシンキナーゼによってCD19がリン酸化され、シグナル伝達経路が始動する。
さらに、胸腺非依存性抗原を除く抗原による活性化においてはCD4陽性T細胞の分泌するサイトカインが必要である。B細胞はB細胞抗原受容体により受容体介在性エンドサイトーシスにより抗原を取り込むことができる。取り込んだ抗原を提示したMHC IIとCD4陽性T細胞が相互作用すると、B細胞表面のCD40とT細胞表面のCD40Lの結合、およびT細胞から産生されるサイトカインの刺激によりB細胞が活性化される。

### 増幅
結合したCD4陽性T細胞からのサイトカインにより活性化されると、B細胞が増殖を開始し、一次反応巣 (primary focus) を形成する。その後、これらの細胞は髄索と濾胞に移動する。髄索に移動したものはTH2細胞からのサイトカインにより形質細胞へと分化する。ここで形成された形質細胞は主としてIgMを産生する。一方、濾胞に移動したものは大型化し、さらに活発に分裂するようになる。この細胞は中心芽細胞 (centroblast) と呼ばれる。中心芽細胞は増殖するにしたがい胚中心を形成し、リンパ節に腫脹をもたらす。やがて分裂が停止し、中心細胞 (centrocyte) となると、胚中心の外側に位置する明領域に移動して濾胞樹状細胞と相互作用する。

### 親和性成熟
濾胞樹状細胞は表面に抗原を免疫複合体として提示しており、中心細胞はこれと相互作用するにつれ胚中心の外縁部に移動する。外縁部にはヘルパーT細胞が多数存在しており、これと相互作用できた場合のみ中心細胞はアポトーシスによる細胞死を免れる。この、より抗原との親和性が高い中心細胞が選択される過程を親和性成熟 (affinity maturation) と呼ぶ。こうして選別された中心細胞はその後、形質細胞、ないし記憶B細胞に分化する。